# Julius Walzer
Julius Walzer (* 9. Mai 1838 in Klein Ottlau; † 19. November 1921 in Zoppot) war Rittergutsbesitzer und Mitglied des Deutschen Reichstags.

## Leben
Walzer besuchte die höhere Bürgerschule in Graudenz und hat als Einjähriger 1858/59 gedient. Während des Deutschen Krieges 1866 und des Deutsch-Französischen Krieges 1870/71 wurde er eingezogen und war 2 Monate in Frankreich. Später war er Rittergutsbesitzer in Grodziczno, Leutnant der Landwehr, Mitglied des Kreisausschusses, sowie des Kreistages im Kreise Löbau und Mitglied der Landwirtschaftskammer für Westpreußen.
Von 1903 bis 1907 war er Mitglied des Deutschen Reichstags für den Reichstagswahlkreis Regierungsbezirk Marienwerder 2 Rosenberg (Westpr.), Löbau und die Deutsche Reichspartei.